# Pałac w Jazłowcu
Pałac w Jazłowcu – pałac wybudowany przez Stanisława i Aleksandra Koniecpolskich w pierwszej połowie XVII w. poniżej zamku w Jazłowcu (obecnie w rejonie buczackim obwodu tarnopolskiego). W latach 1863–1939 siedziba Zakładu Naukowo-Wychowawczego Sióstr Niepokalanek w Jazłowcu.

## Historia
W 1746 r. został nabyty w drodze kupna przez Stanisława Poniatowskiego, ojca króla Polski Stanisława Augusta, który wiele młodzieńczych lat spędził w Jazłowcu. Poniatowski około 1747 r. poniżej ruin fortecy przebudował tzw. zamek nowy. W 1863 r. kolejny właściciel Krzysztof Błażowski herbu Sas przekazał pałac przybyłej z Rzymu Marcelinie Darowskiej na klasztor współzałożonego i kierowanego przez nią zgromadzenia ss. niepokalanek, które prowadziły tu do 1939 koedukacyjną szkołę podstawową dla polskich i ruskich dzieci oraz cieszące się świetną opinią gimnazjum żeńskie z internatem dla dziewcząt. Podczas wojny polsko-ukraińskiej wywodzący się z białogwardyjskiej Armii Ochotniczej 14 Pułk Ułanów pod dowództwem mjr. Konstantego Plisowskiego stoczył pod Jazłowcem 11–13 lipca 1919 zwycięską bitwę z wojskami ukraińskimi, po czym przyjął od wychowanek zakładu sztandar z wizerunkiem Matki Boskiej i miano ułanów jazłowieckich.
W 1946 klasztor i szkoła zostały zlikwidowane, a dobra ziemskie skonfiskowane przez władze radzieckie. W pałacu mieściło się najpierw technikum weterynaryjne, a następnie obwodowe sanatorium pulmonologiczne. Na początku lat 90. XX w. zawaleniu uległ strop kaplicy.
Przed 1996 niepokalanki odzyskały kaplicę i część pomieszczeń pałacu. 1 września 1999 rzymskokatolicki arcybiskup-metropolita lwowski Marian Jaworski wydał dekret przyznający kaplicy (dawniej sali balowej Poniatowskich) status sanktuarium błogosławionej Marceliny Darowskiej. W 2002 niepokalanki powróciły do obiektu, który współdzielą z sanatorium. Zajmują się edukacją ukraińskich dzieci i opieką nad polskimi turystami.
Przed 2021 w państwowym instytucie Ukrzachidproektrestawracija we Lwowie powstał projekt remontu pałacu.

## Architektura
Pałac wybudowany na planie litery U, nakryty dachem dwuspadowym. Środkowa część fasady podniesiona o piętro, zwieńczona tympanonem, w którym znajduje się ozdobny kartusz z herbami: Ciołek Poniatowskich (po lewej) oraz Pogoń  Czartoryskich (po prawej). Nad nimi umieszczono koronę a pod wizerunek Orderu Orła Białego. Po bokach frontu wieże nakryte dachem czterospadowym. Od strony parku znajduje się ozdobny portal z dwoma kolumnami podtrzymującymi balkon. W portalu, nad wejściem łacińska sentencja Honestus rumor alterum est patrimonium, mówiącą Dobra sława jest drugim dziedzictwem.

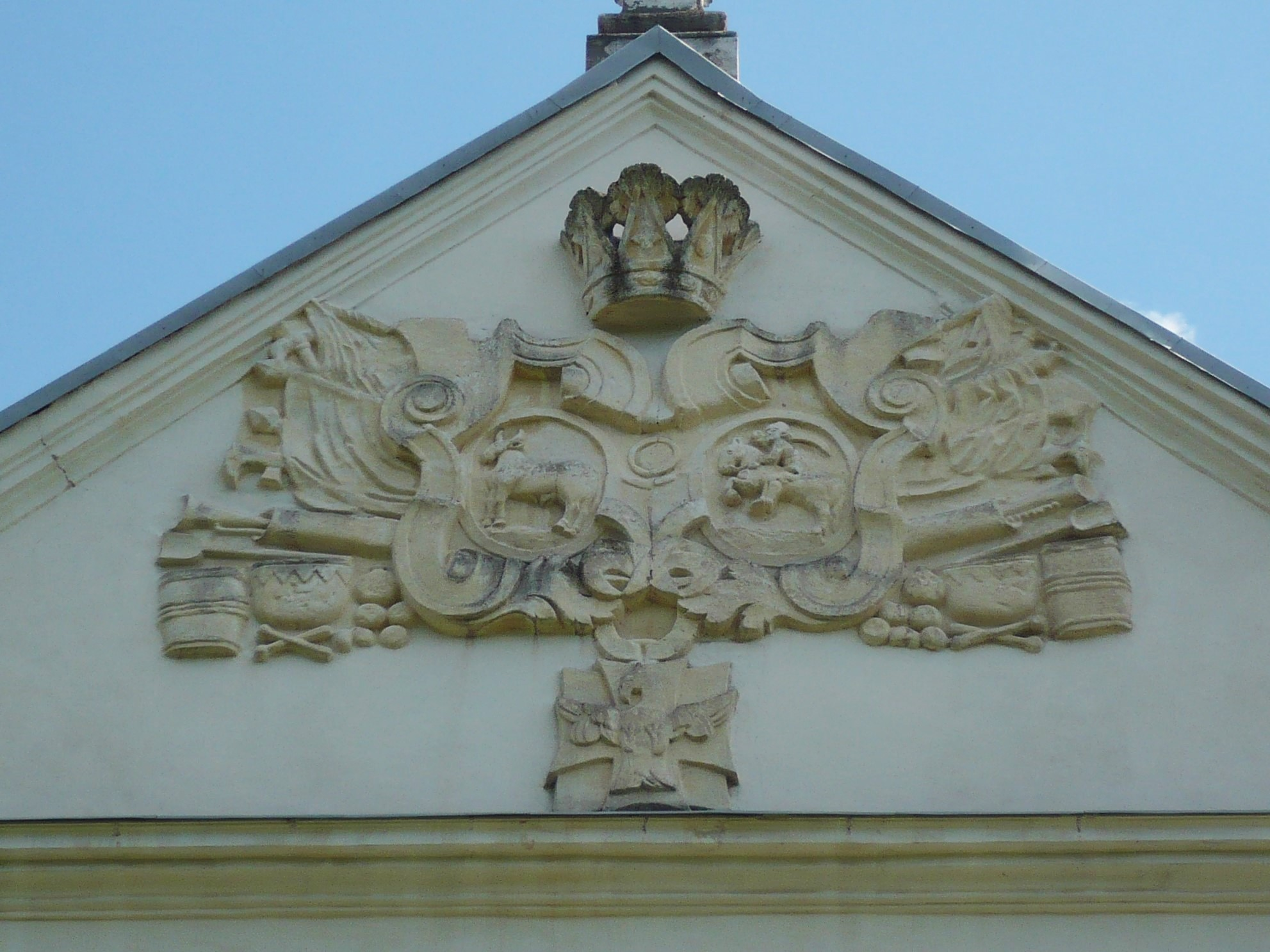
Fronton z herbami
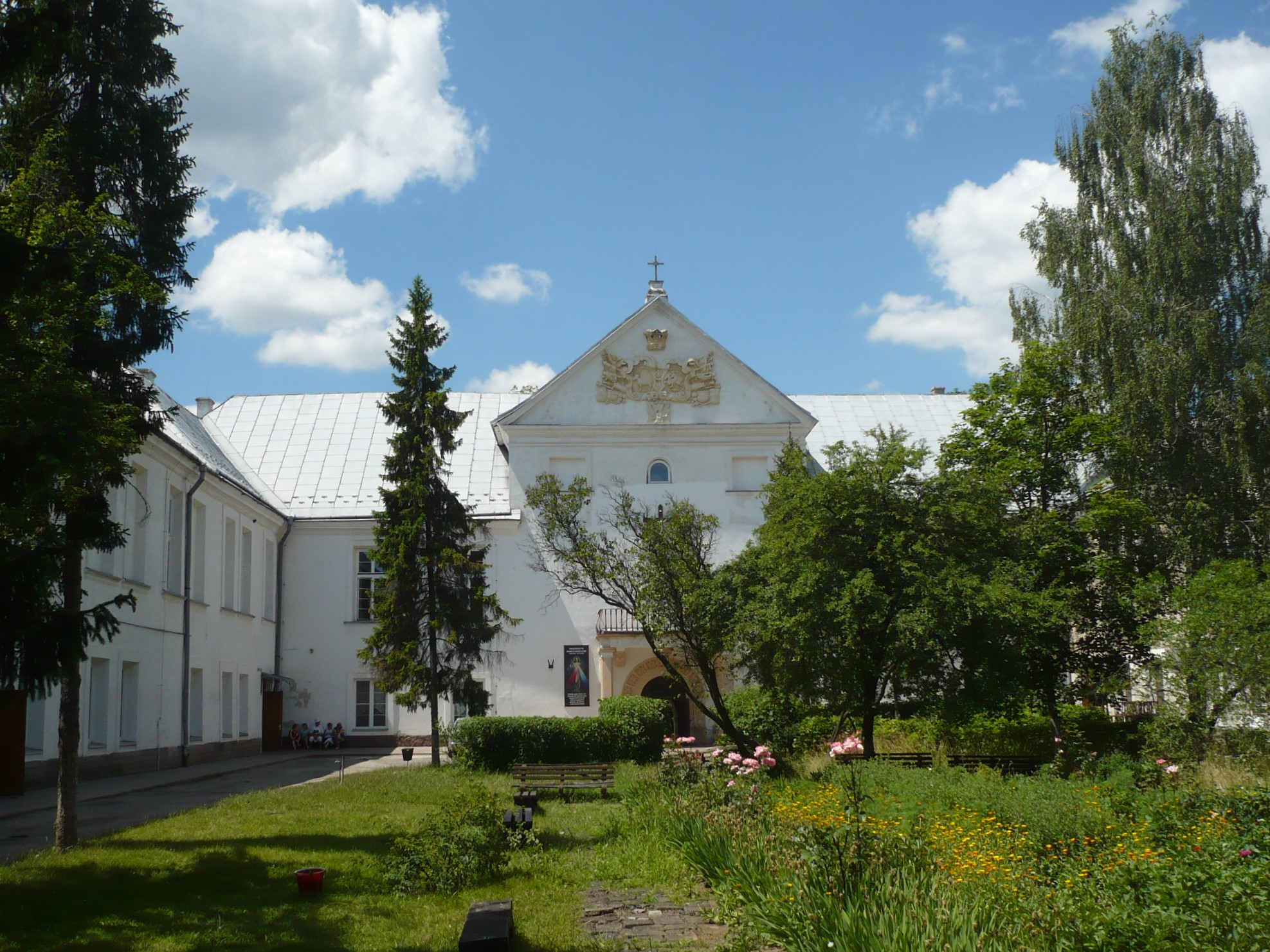
Jazłowiec. Pałac
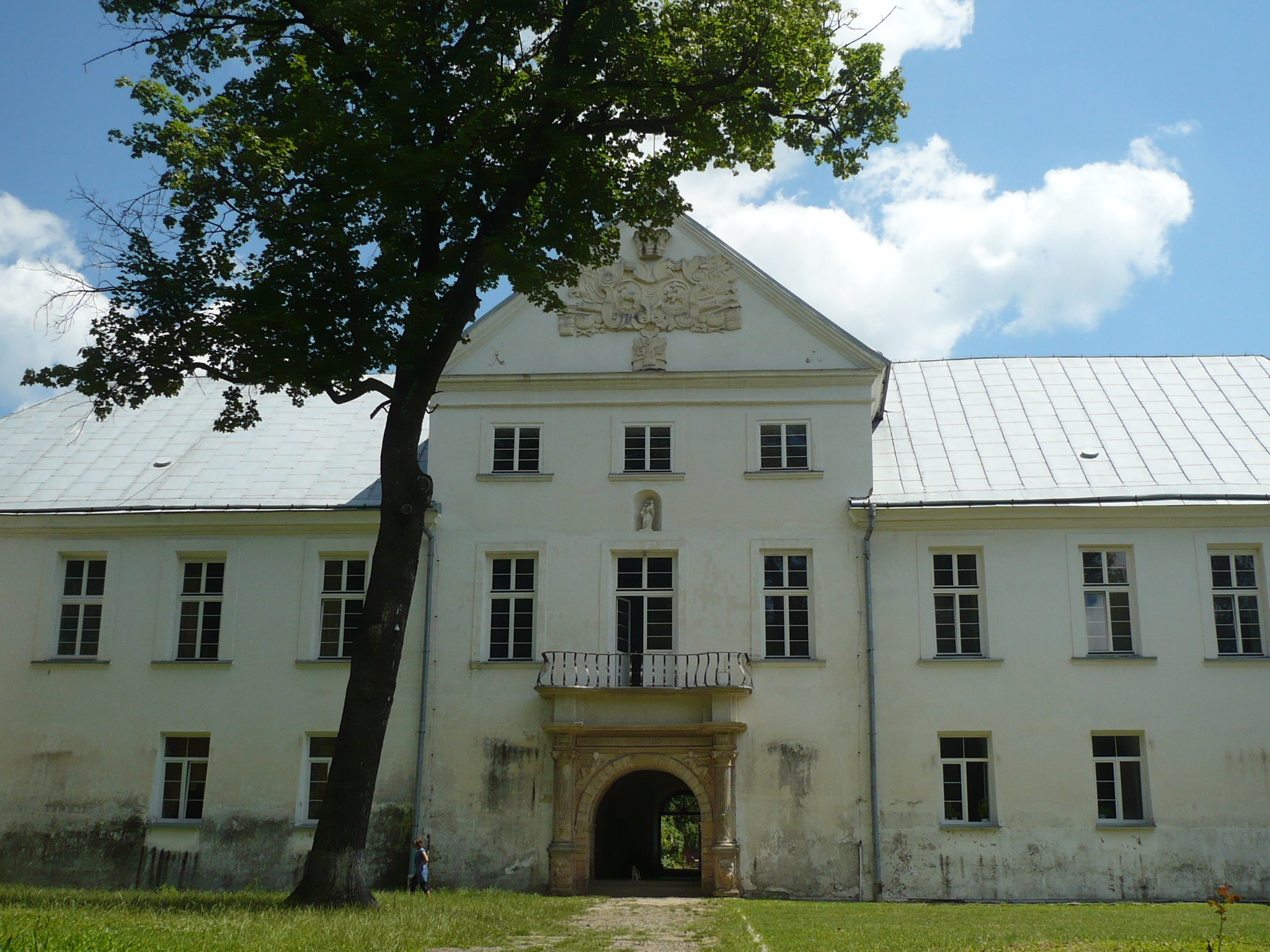
Jazłowiec. Pałac
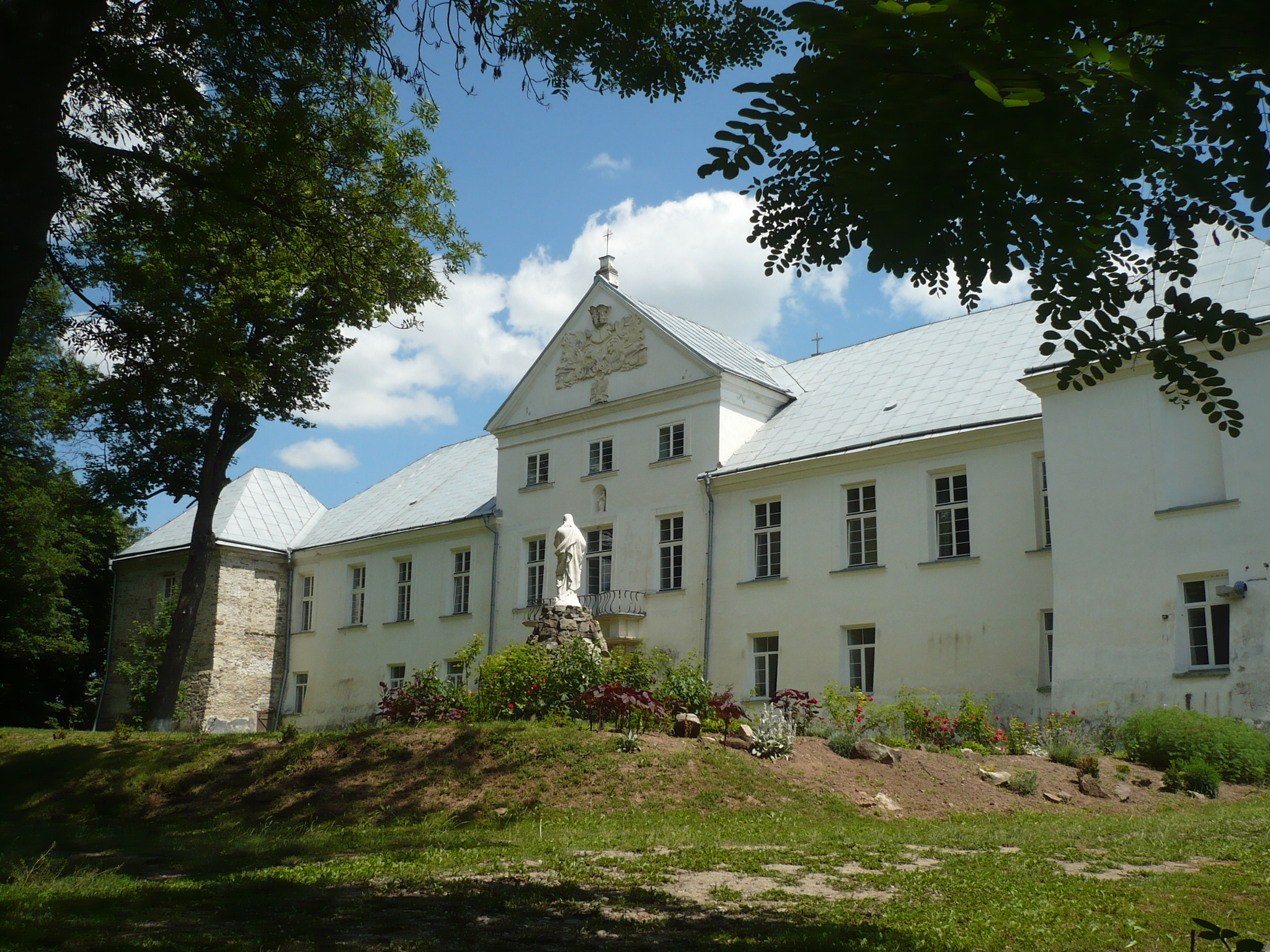
Jazłowiec. Pałac
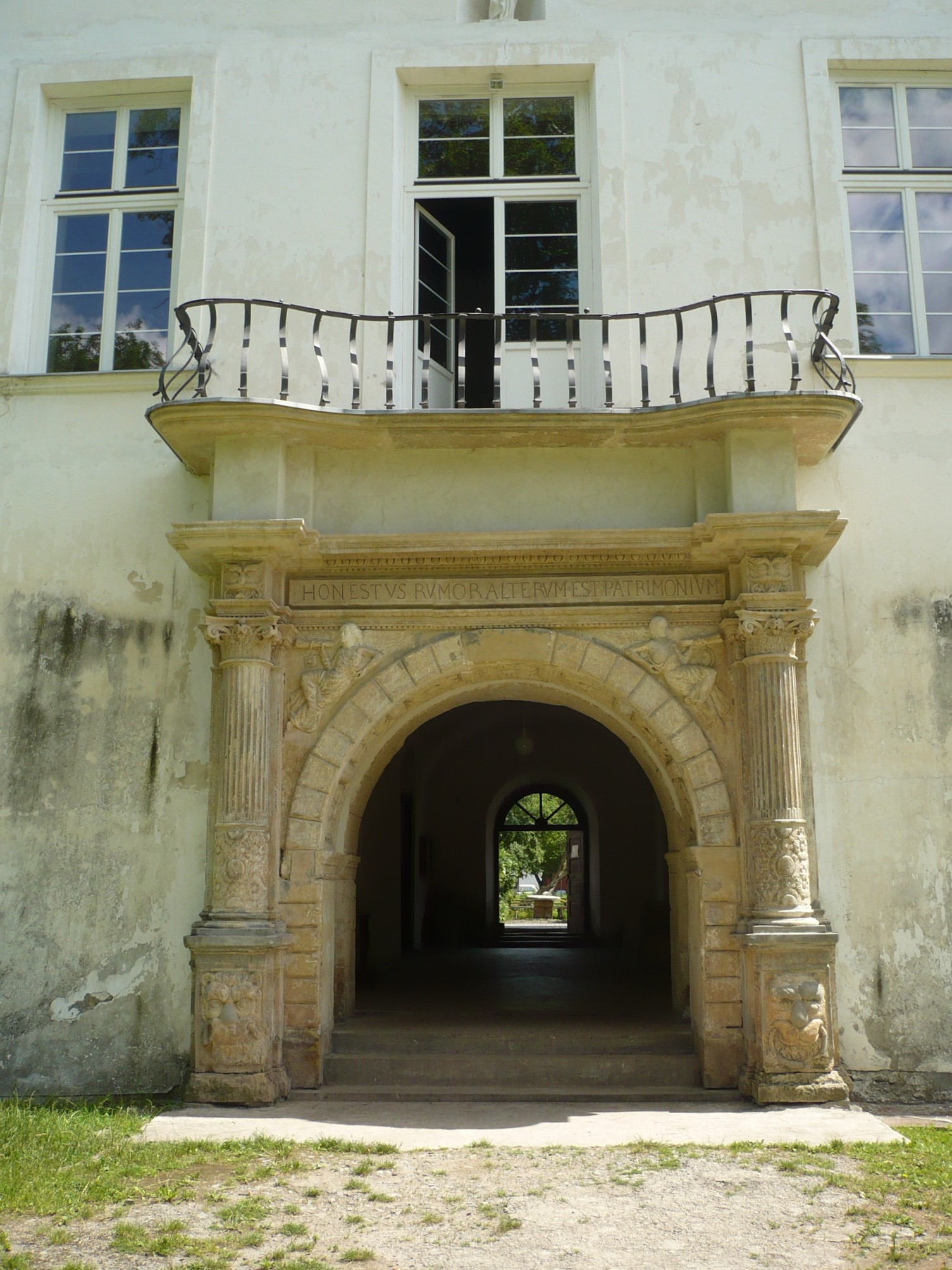
Portal
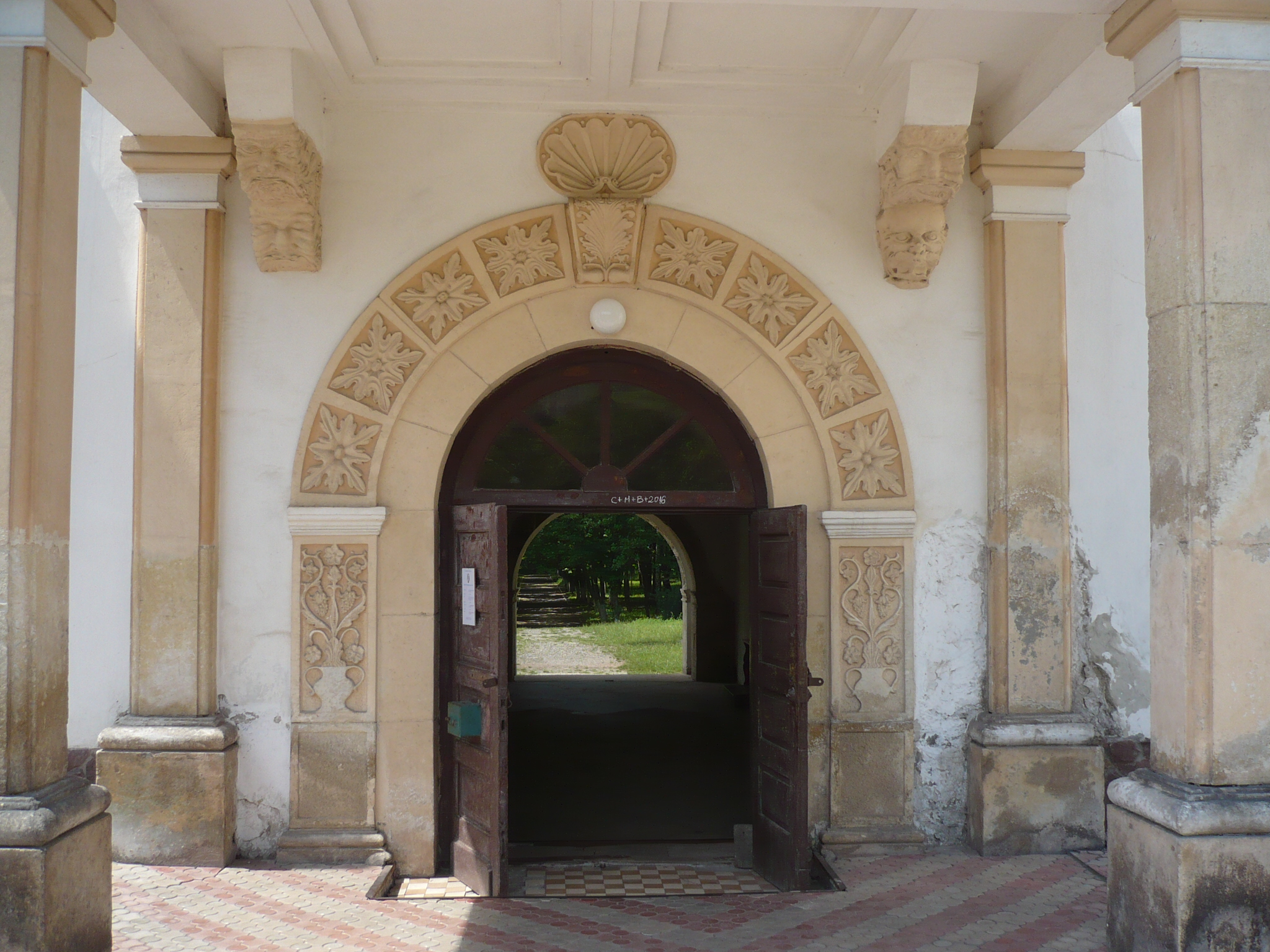
Portal
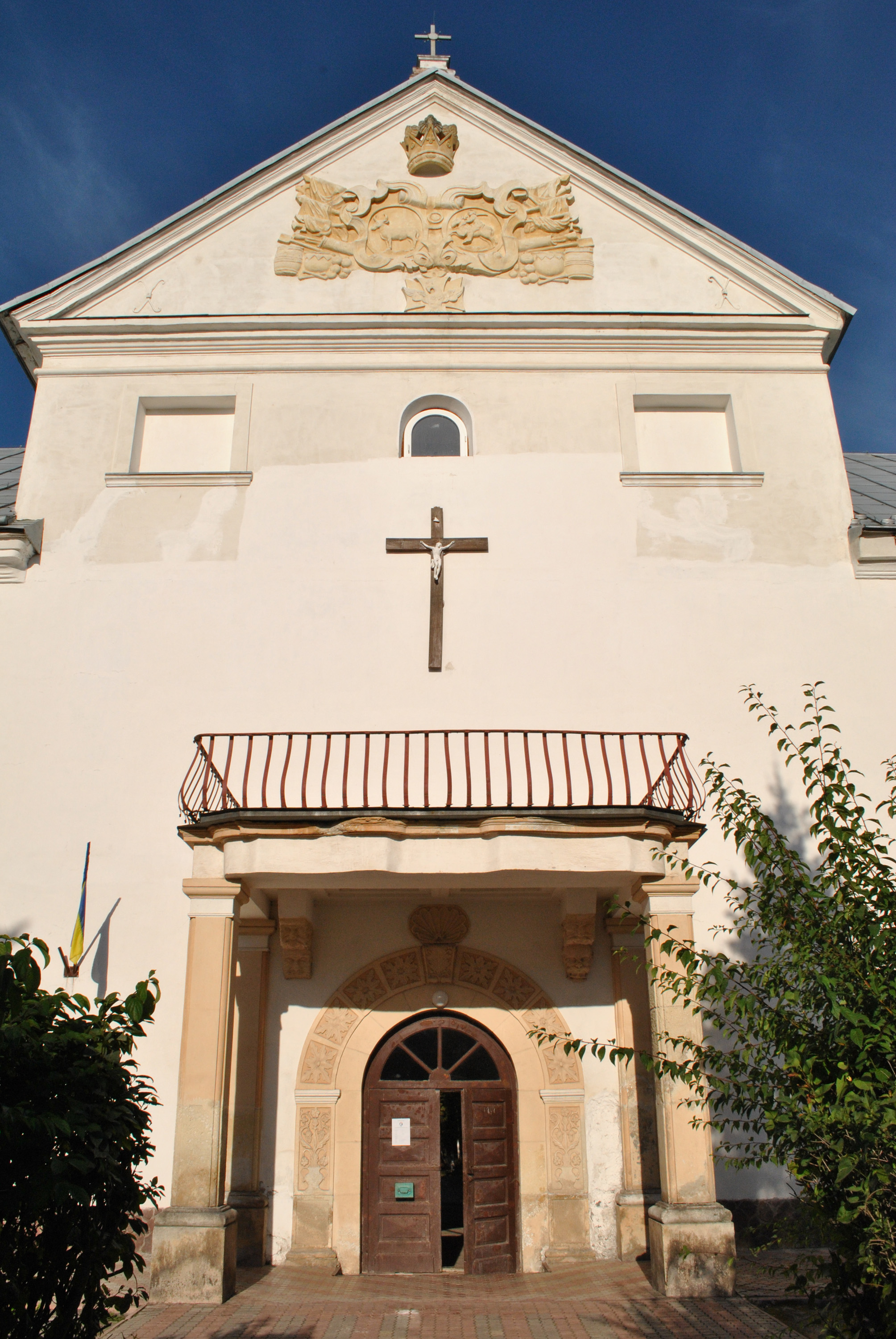
Główny portal dziedzińca pałacowego
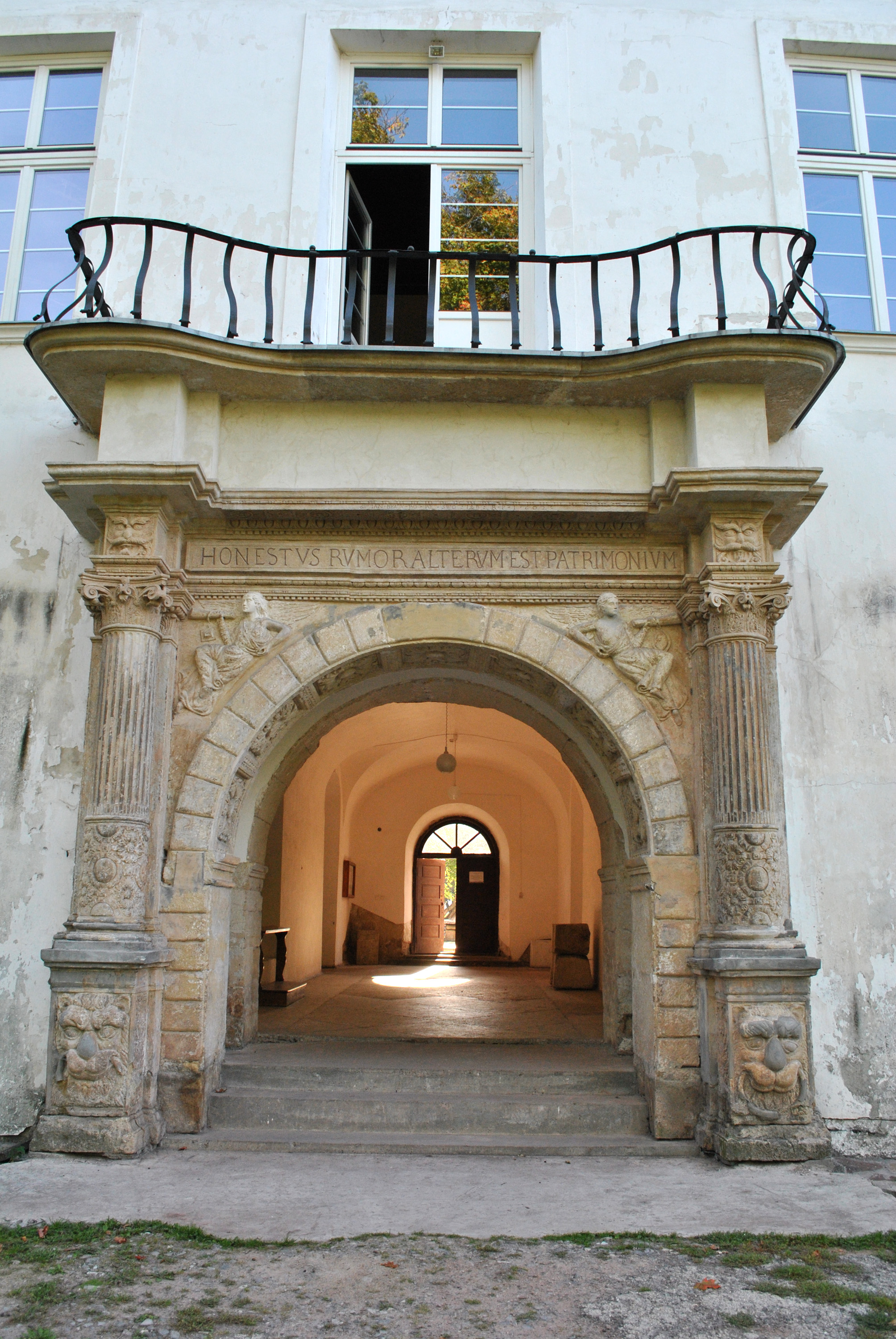
Portal z sentencją
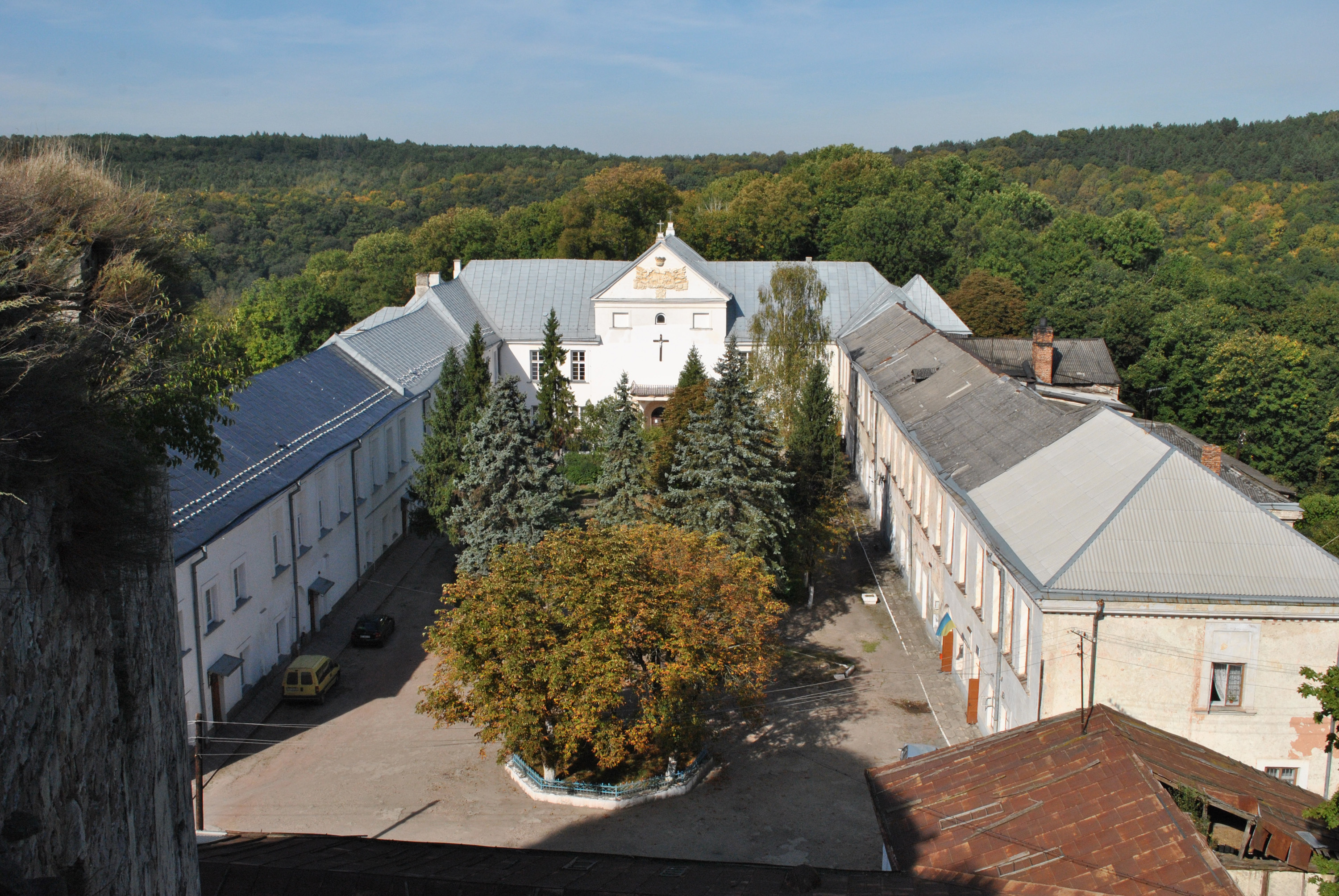
Pałac, widok z zamku
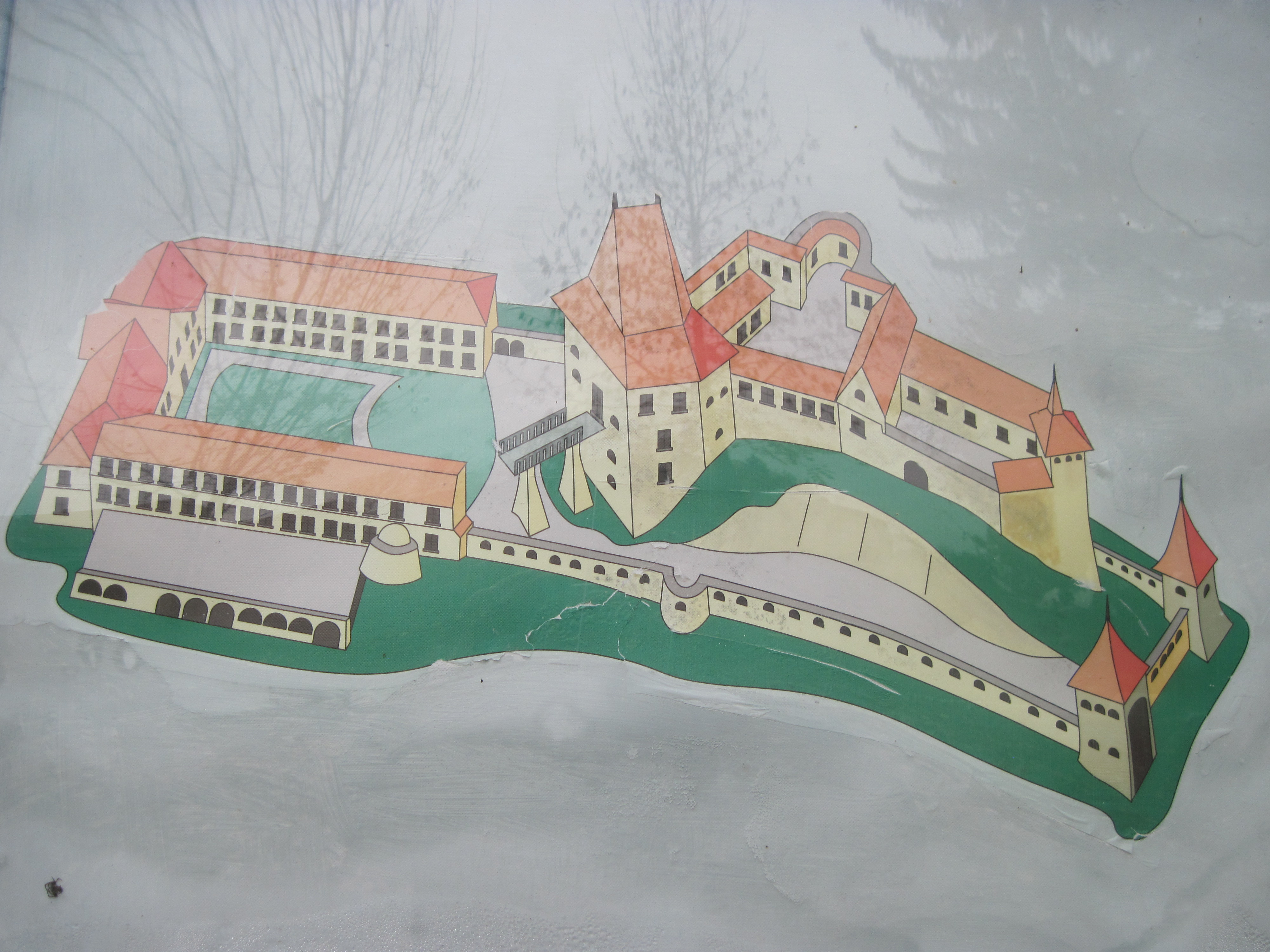
Wygląd zamku

## Zobacz
- Zamek w Jazłowcu